# Dan artilerije Jugoslovanske ljudske armade
Dan artilerije Jugoslovanske ljudske armade je bil praznik artilerijskih enot JLA, ki se je proslavljal 7. oktobra. Na ta datum leta 1941 je prvič bojno nastopila prva artilerijska baterija NOVJ v napadu na Kraljevo.
Praznik je bil vpeljan na ukaz Vrhovnega poveljnika oboroženih sil in ministra narodne obrambe FNRJ (Tita) z dne 6. novembra 1947. 